# Песов, Эдуард Иосифович
Эдуард Иосифович Песов (13 апреля 1932, Тифлис — 29 декабря 2024) — советский и российский фотограф.

## Биография
Родился и вырос в Тбилиси. Там же начал сотрудничество с Совинформбюро (с 1961 года — Агентство печати «Новости»), сначала как внештатный корреспондент, а после 1963 года в качестве штатного сотрудника. На ранних этапах своей карьеры был личным фотографом первого секретаря компартии Грузии Василия Мжаванадзе.
- 1963—1968 — фотокорреспондент Агентства печати «Новости».
- 1968—1992 — фотокорреспондент ТАСС (Фотохроника ТАСС)[1], отдел иностранной фотоинформации.
- с 1992 — сотрудник МИД РФ.

Специализируется в жанре политической фотохроники. Снимал множество исторических встреч и бытовых эпизодов из жизни Никиты Хрущёва, Леонида Брежнева, Михаила Горбачёва, Бориса Ельцина, Евгения Примакова и многих других государственных деятелей советской эпохи и новейшего времени.
Работал со всеми министрами иностранных дел СССР и РФ, начиная с Андрея Громыко.
В 2005 году стал обладателем национальной премии в области фотоискусства «Золотой глаз России». В 2007 году награждён медалью ордена «За заслуги перед Отечеством» II степени. В 2012 году награждён орденом Дружбы.
Сын — Песов Александр Эдуардович (род. 1957) — бывший заместитель председателя правительства Воронежской области — руководитель представительства Воронежской области при федеральных органах государственной власти Российской Федерации (2009—2012).
Умер 29 декабря 2024 года в возрасте 92 лет.

## Министры иностранных дел, с которыми работал Эдуард Песов
- Андрей Громыко — до 1985
- Эдуард Шеварднадзе — 1985—1990, 1991 (ноябрь-декабрь)
- Александр Бессмертных — 1990—1991
- Борис Панкин — 1991 (август)—1991 (ноябрь)
- Андрей Козырев — 1992—1996
- Евгений Примаков — 1996—1998
- Игорь Иванов  — 1998—2004
- Сергей Лавров — с 2004